# Passo Sella
Il passo Sella, (Jouf de Sela in ladino fassano, Jëuf de Sela in ladino gardenese, Sellajoch in tedesco) è un valico alpino delle Dolomiti, posto a 2240 m s.l.m., fra il gruppo del Sassolungo e il gruppo del Sella. Mette in comunicazione Canazei, in val di Fassa, con Selva di Val Gardena, in val Gardena. Situato al confine fra le province di Trento e di Bolzano, è un'apprezzata meta turistica, sia invernale che estiva.

## Sci alpino
I suoi numerosi impianti di risalita fanno parte del comprensorio sciistico del Dolomiti Superski e del famoso Sellaronda, di cui è uno dei punti più spettacolari.

## Trekking e alpinismo
Per la bellezza del paesaggio e delle montagne circostanti, è una delle mete preferite dagli escursionisti.
Nella zona del passo si trova l'area naturalistica nota come "Città dei Sassi", un labirinto di massi e alberi che, negli ultimi anni, è diventato uno dei luoghi culto per tutti gli amanti dell'arrampicata libera. Attraverso il sentiero n. 649 si raggiunge l'attacco della Ferrata delle Mèsules.

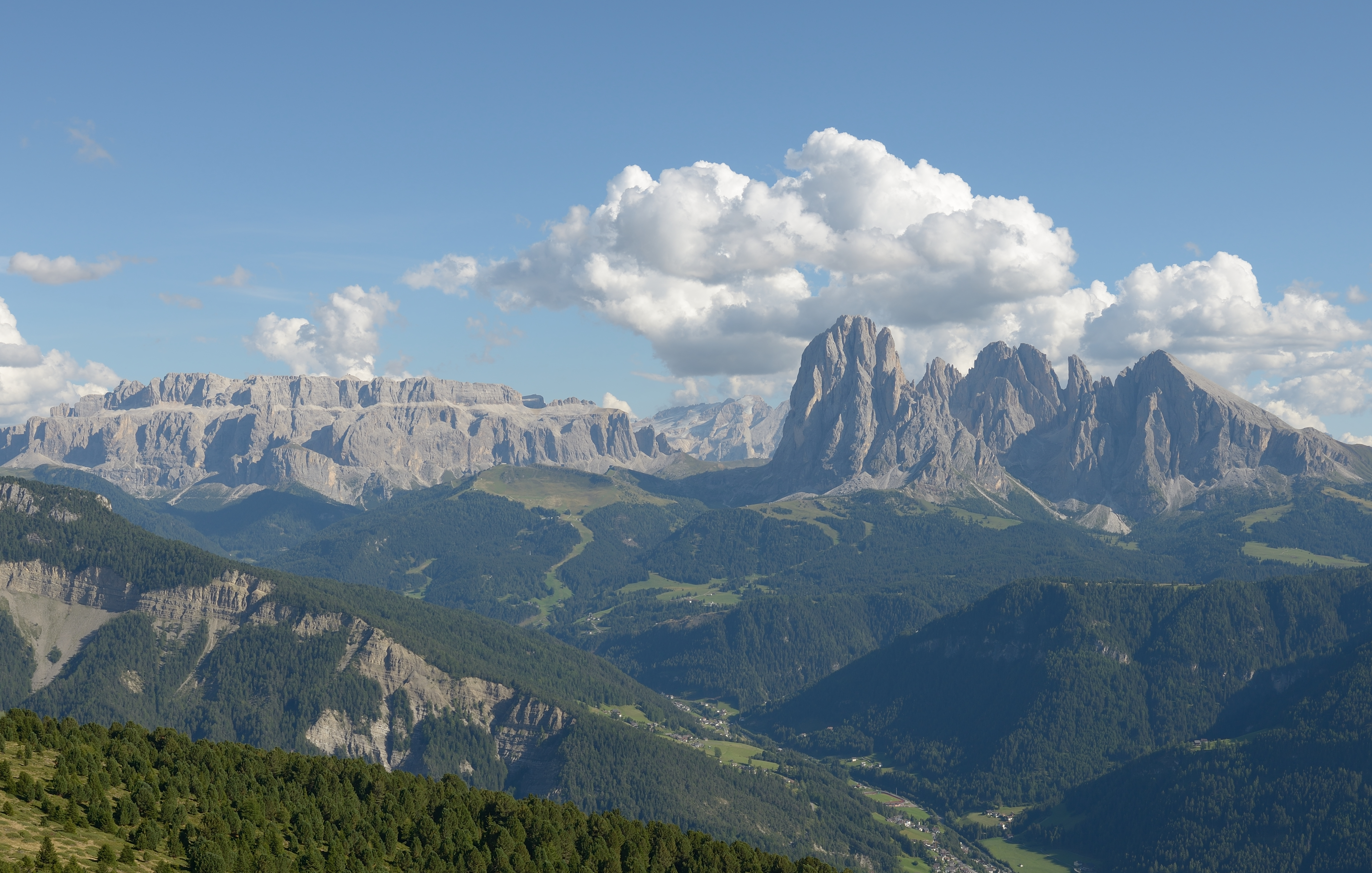
Il Passo Sella posto tra il Gruppo del Sella (a sinistra) e Sassolungo (a destra)

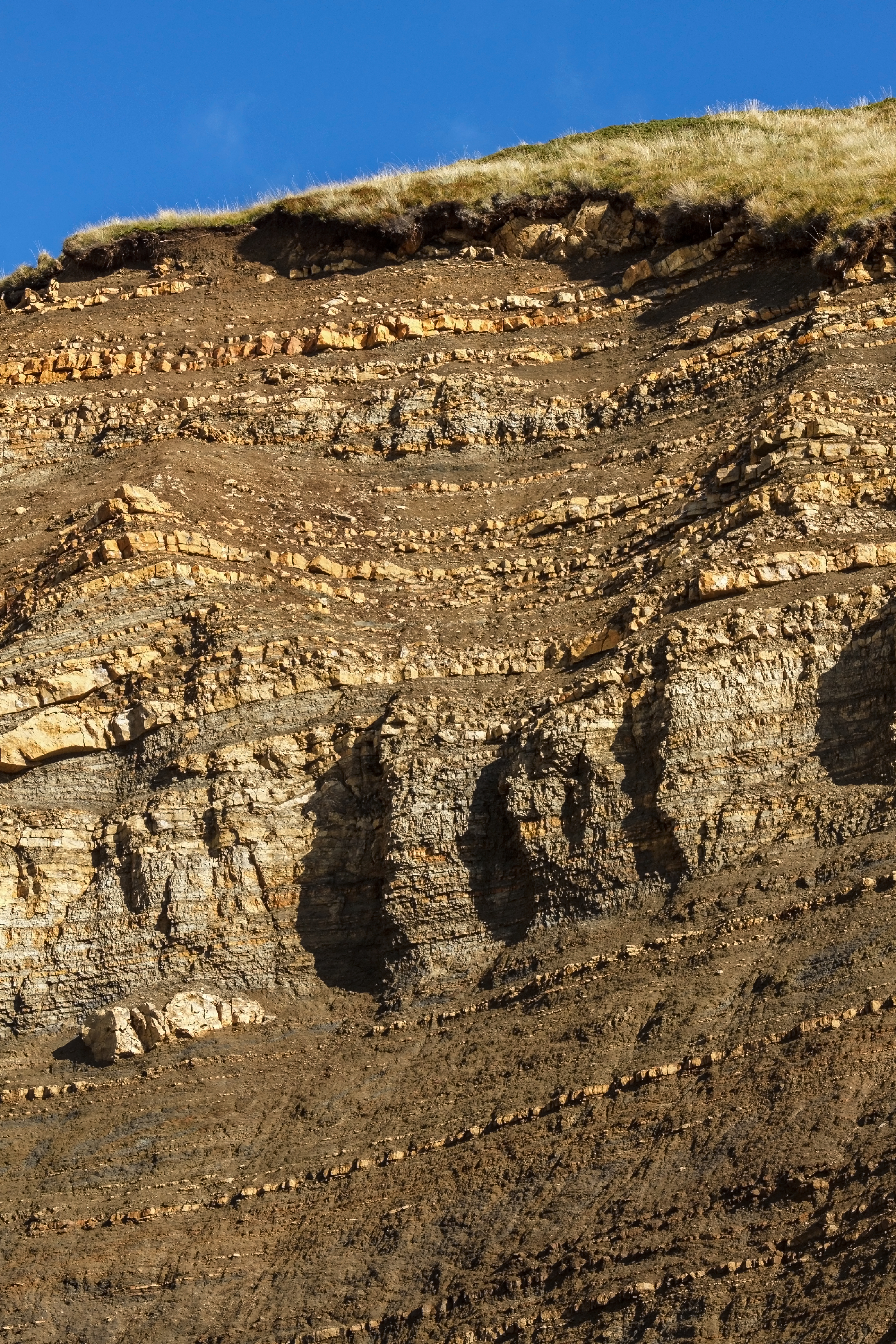
Formazione di San Cassiano al Passo Sella

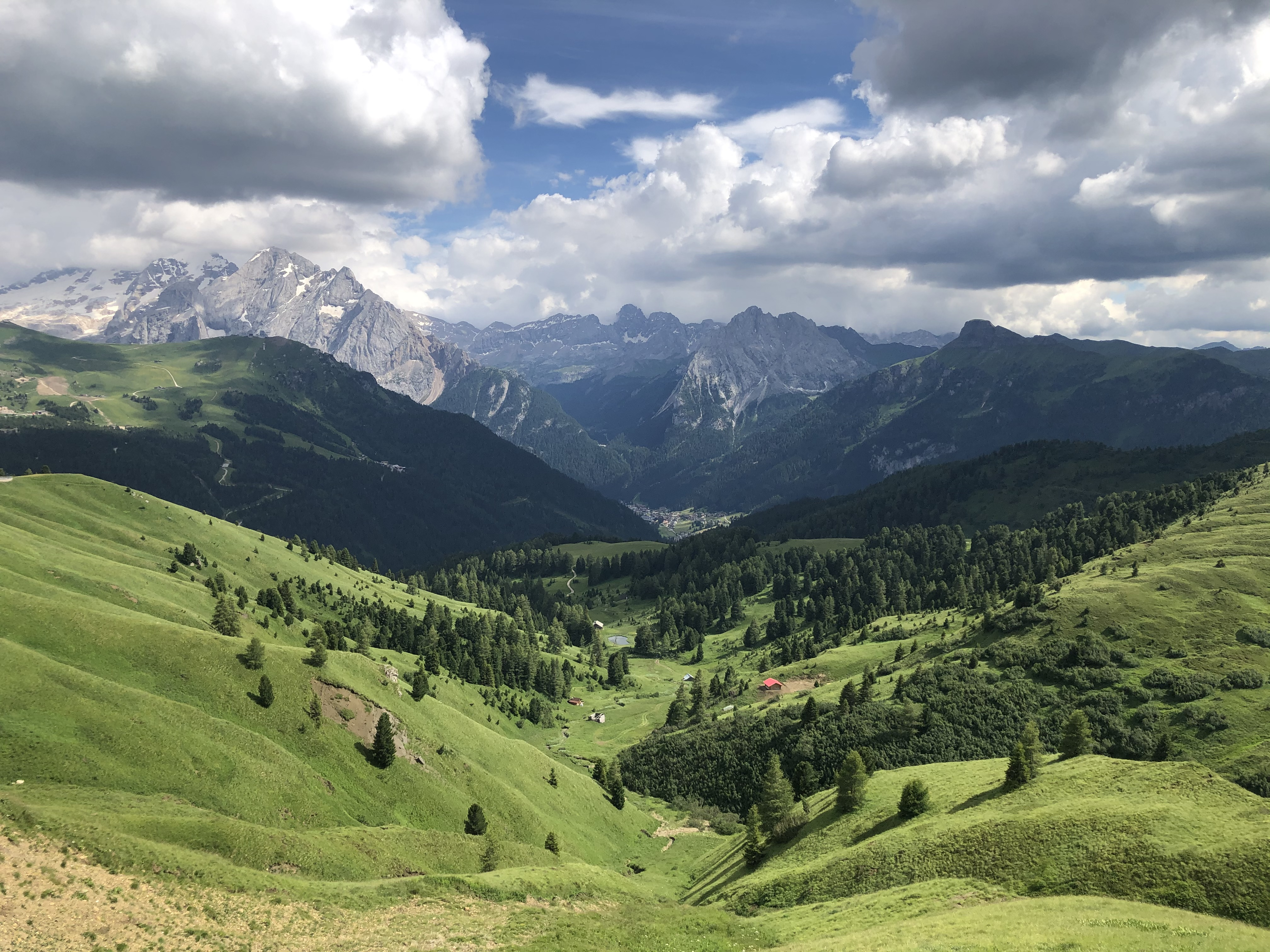
Vista dal Passo Sella verso Canazei

## Ciclismo
Il passo Sella è una delle mete più ambite dei ciclisti di tutto il mondo, in quanto è stato più volte scalato dal Giro d'Italia e rappresenta uno dei passi leggendari a cui sono legate le vicende agonistiche dei più forti ciclisti di tutte le epoche.
Esso è uno dei quattro passi della manifestazione Sellaronda Bike Day (detta anche "Giro del Gruppo del Sella" o "Giro dei quattro passi"), che prevede la scalata, in successione, dei passi Campolongo, Gardena, Sella, Pordoi, partendo da Arabba. Si può iniziare il Sellaronda Bike Day anche da Corvara in Badia, Selva di Val Gardena o Canazei.

### Giro d'Italia
Al Giro d'Italia il passo Sella è stato scalato per la prima volta nel 1940, per poi essere percorso svariate volte negli anni successivi, spesso insieme ai vicini passi Gardena o Pordoi. In 4 occasioni (1969, 1976, 1998 e 2024) è stato anche cima Coppi, cioè il punto più alto toccato dalla corsa. Di seguito le edizioni del Giro transitate al valico (in grassetto quando è stato Cima Coppi).
| Anno | Tappa                                    | Primo in vetta       | Versante scalato                   |
| ---- | ---------------------------------------- | -------------------- | ---------------------------------- |
| 1940 | 17ª: Pieve di Cadore > Ortisei           | Gino Bartali         | Val di Fassa (passo Pordoi)        |
| 1952 | 11ª: Venezia > Bolzano                   | Fausto Coppi         | Val di Fassa (passo Pordoi)        |
| 1953 | 19ª: Auronzo di Cadore > Bolzano         | Fausto Coppi         | Val di Fassa (passo Pordoi)        |
| 1969 | 21ª: Rocca Pietore > Cavalese            | Claudio Michelotto   | Val Gardena (passo Gardena)        |
| 1970 | 20ª: Dobbiaco > Bolzano                  | Luciano Armani       | Val di Fassa (passo Pordoi)        |
| 1976 | 19ª: Longarone > Torri del Vajolet       | Andrés Gandarias     | Val Gardena (passo Gardena)        |
| 1977 | 18ª: Cortina d'Ampezzo > Pinzolo         | Ueli Sutter          | Val Gardena (passo Gardena)        |
| 1983 | 20ª: Selva di Val Gardena > Arabba       | Alessandro Paganessi | Val di Fassa (passo Pordoi)        |
| 1984 | 20ª: Selva di Val Gardena > Arabba       | Laurent Fignon       | Val di Fassa (passo Pordoi)        |
| 1987 | 16ª: Sappada > Canazei                   | Jean-Claude Bagot    | Val Gardena (passo Gardena)        |
| 1990 | 16ª: Dobbiaco > Passo Pordoi             | Maurizio Vandelli    | Val Gardena (passo Gardena)        |
| 1997 | 19ª: Predazzo > Falzes                   | José Jaime González  | Val Gardena (Selva di Val Gardena) |
| 1998 | 17ª: Asiago > Selva di Val Gardena       | Marco Pantani        | Val di Fassa (Canazei)             |
| 2000 | 13ª: Feltre > Selva di Val Gardena       | Gilberto Simoni      | Val di Fassa (Canazei)             |
| 2002 | 17ª: Corvara in Badia > Folgaria         | Ruber Marín          | Val Gardena (passo Gardena)        |
| 2005 | 13ª: Mezzocorona > Ortisei               | José Rujano          | Val di Fassa (Canazei)             |
| 2016 | 14ª: Alpago (Farra) > Corvara in Badia   | David López García   | Val di Fassa (passo Pordoi)        |
| 2024 | 17ª: Selva di Val Gardena > Passo Brocon | Giulio Pellizzari    | Val Gardena (Selva di Val Gardena) |

## Limitazioni al traffico
Dal 23 luglio al 31 agosto 2018 il traffico verso il Passo Sella è stato limitato a 350 mezzi al giorno, con pass di un'ora, che si richiedeva lungo il percorso o tramite app per smartphone. La limitazione è stata poi cancellata a partire dall'anno successivo.